# Chen Long
Dans ce nom chinois, le nom de famille, Chen, précède le nom personnel.
Chen Long (en sinogramme simplifié : 諶龍), né le 18 janvier 1989  à Shashi en Chine, est un joueur professionnel de badminton évoluant dans la catégorie « simple messieurs », champion olympique en 2016 et double champion du monde (en 2014 et 2015).

## Carrière professionnelle

### Parcours

#### 2007: la naissance d'un champion
En fin d'année 2007, Long se rend avec ses coéquipiers à Waitakere, en Nouvelle-Zélande où ont lieu les championnats du monde junior. Il parvient à s'imposer en quarts de finale face à Park Sung-min puis en demi-finale face au Chinois Gao Huan. Le 4 novembre, il s'impose face au Japonais Kenichi Tago et remporte ainsi ces championnats du monde junior de badminton.

#### 2010: la conquête d'un premier titreSuper Series
Pour son premier tournoi officiel de l'année 2010, Long perd en demi-finale de Open de Corée du Sud contre le Danois Peter Gade. La semaine suivante, le Chinois tente d'obtenir son premier titre Super Series lors de l'Open de Malaisie mais est défait au premier tour par Boonsak Ponsana au terme d'un match de trois sets. Au mois de mars, il participe au traditionnel All England Open (Open d'Angleterre) qui se tient à Birmingham et est défait au deuxième tour face au Sud-Coréen Son Wan-ho. La semaine qui suit, Long et ses coéquipiers se rendent à Bâle et participent à L'Open de Suisse où il atteint pour la première fois de sa carrière la finale d'un tournoi classé Super Series en battant cette fois-ci le Danois Peter Gade en demi-finale. Néanmoins, il est défait en finale par son coéquipier Chen Jin au terme d'un match à suspens de trois sets. Le 9 mai, Long et ses coéquipiers chinois se rendent à Kuala Lumpur où se déroule la Thomas Cup et l'Uber Cup. Il remporte son match face au Péruvien Rodrigo Pacheco et assiste le 16 mai à la victoire de son équipe face à l'Indonésie et remporte ainsi sa première Thomas Cup. Début septembre, il réussit à s'imposer au Bitburger Open pour la première fois de sa carrière en battant Hans-Kristian Vittinghus et remporte ainsi son premier titre de la saison. Une semaine plus tard, Long participe aux Masters de Chine mais est défait en finale par son coéquipier chinois Lin Dan. La semaine qui suit, il se rend à l'Open du Japon qui se tient à Tōkyō où il est vaincu pour la seconde fois de la saison par Boonsak Ponsana. Le 5 décembre, en battant Bao Chunlai en finale de l'Open de Chine, il remporte son premier tournoi Super Series. Trois jours plus tard, il participe au dernier tournoi de l'année (Open de Hong Kong) où il s'incline en demi-finale face au talentueux Taufik Hidayat.

#### 2014: le début d'un règne
En 2014, Chen Long devient champion du monde de badminton, puis, notamment à la suite de ses victoires au tournoi du Danemark puis aux Masters Finals, accède le 24 décembre 2014 au rang de numéro un mondial, qu'il n'a plus quitté jusqu'à ce jour. Il remporte ensuite, en 2015, les deux tournois open majeurs (World Superseries Premier) d'Angleterre et de Malaisie, avant de confirmer son statut de numéro un, loin devant ses concurrents (avec plus de 20 000 points d'avance sur son dauphin), en remportant les championnats du monde pour la deuxième année consécutive, qui plus est encore une fois en battant en finale le précédent numéro un mondial, Lee Chong Wei.

## Palmarès

### Jeux olympiques
| Année | Ultime adversaire | Score               | Résultat           |
| ----- | ----------------- | ------------------- | ------------------ |
| 2012  | Lee Hyun-il       | 21-12, 15-21, 21-15 | Médaille de bronze |
| 2016  | Lee Chong Wei     | 21-18, 21-18        | Médaille d'or      |
| 2020  | Viktor Axelsen    | 21-15, 21-12        | Médaille d'argent  |

### Championnats du monde
| Année | Adversaire    | Score        | Résultat       |
| ----- | ------------- | ------------ | -------------- |
| 2018  | Shi Yuqi      | 11-21, 17-21 | Demi-finaliste |
| 2015  | Lee Chong Wei | 21-14, 21-17 | Vainqueur      |
| 2014  | Lee Chong Wei | 21-19, 21-19 | Vainqueur      |

### Championnats d'Asie
| Année | Adversaire | Score               | Résultat  |
| ----- | ---------- | ------------------- | --------- |
| 2017  | Lin Dan    | 21-23, 21-11, 21-10 | Vainqueur |

### Tournois BWF
| Année           | Tournoi                      | Adversaire en finale     | Score               |
| --------------- | ---------------------------- | ------------------------ | ------------------- |
| 2018            | Open de France               | Shi Yuqi                 | 21-17, 21-19        |
| 2017            | Open de Chine                | Viktor Axelsen           | 21-16, 14-21, 21-13 |
| 2015            | Open du Danemark             | Tommy Sugiarto           | 21–12, 21–12        |
| 2015            | Open de Corée du Sud         | Ajay Jayaram             | 21–14, 21–13        |
| 2015            | Open de Taïwan               | Chou Tien-chen           | 15–21, 21–9, 21–6   |
| 2015            | Open d'Australie             | Viktor Axelsen           | 21–12, 14–21, 21–18 |
| 2015            | Open de Malaisie             | Lin Dan                  | 20–22, 21–13, 21–11 |
| 2015            | Open d'Angleterre            | Jan Ø. Jørgensen         | 15–21, 21–17, 21–15 |
| 2014            | Masters Finals               | Hans-Kristian Vittinghus | 21–16, 21–10        |
| 2014            | Open du Danemark             | Son Wan-ho               | 21–19, 24–22        |
| 2014            | Open de Corée                | Lee Chong Wei            | 21–14, 21–15        |
| 2013            | Open de Chine                | Wang Zhengming           | 19–21, 21–8, 21–14  |
| 2013            | Open du Danemark             | Lee Chong Wei            | 24–22, 21–19        |
| 2013            | Open d'Angleterre            | Lee Chong Wei            | 21–17, 21–18        |
| 2013            | Open d'Allemagne             | Tommy Sugiarto           | 21–17, 21–11        |
| 2012            | Masters Finals               | Du Pengyu                | 21–12, 21–13        |
| 2012            | Open de Hong Kong            | Lee Chong Wei            | 21–19, 21–17        |
| 2012            | Open de Chine                | Wang Zhengming           | 21–19, 21–18        |
| 2012            | Masters de Chine             | Hu Yun                   | 21–11, 21–13        |
| 2011            | Open du Danemark             | Lee Chong Wei            | 21–15, 21–18        |
| 2011            | Open du Japon                | Lee Chong Wei            | 21–8, 10–21, 21–19  |
| 2011            | Masters de Chine             | Chen Jin                 | 21–16, 22–20        |
| 2011            | Open de Thaïlande            | Lee Hyun-il              | 21–8, 21–19         |
| 2010            | Open de Chine                | Bao Chunlai              | 9–21, 21–14, 21–16  |
| 2010            | Bitburger Open               | Hans-Kristian Vittinghus | 21–3, 12–21, 21–9   |
| 2009            | Open des Philippines         | Hu Yun                   | 21–13, 21–6         |
| Tournois junior |                              |                          |                     |
| 2007            | Championnats du monde junior | Kenichi Tago             | 21–16, 21–14        |
| 2007            | Championnats d'Asie junior   | Mohd Arif Latif          | 18–21, 21–18, 22–20 |

 tournois Super Series
 tournois Grand Prix Gold et Grand Prix

### Titres par équipe nationale
| Année | Tournoi      | Adversaire en finale | Score |
| ----- | ------------ | -------------------- | ----- |
| 2015  | Sudirman Cup | Japon                | 3–0   |
| 2013  | Sudirman Cup | Corée du Sud         | 3–0   |
| 2012  | Thomas Cup   | Corée du Sud         | 3–0   |
| 2010  | Thomas Cup   | Indonésie            | 3-0   |